# Trebel·lià
Trebel·lià (en llatí Trebellianus) va ser un usurpador del tron imperial romà. Trebel·li Pol·lió l'inclou a la llista dels Trenta Tirans a la Història Augusta, quan l'emperador Valerià I va ser derrotat i mort per Sapor I, rei dels perses.
Era un lladre, un cap de bandits de Cilícia que anomenava Palatium la seva fortalesa a les muntanyes d'Isàuria. Va agafar el títol d'emperador però quan va provar de deixar la fortalesa i baixar a la plana es va trobar amb Causisoleu, un general de Gal·liè d'origen egipci, que el va derrotar i matar.